# Liste der Monuments historiques in Vernois-lès-Belvoir
Die Liste der Monuments historiques in Vernois-lès-Belvoir führt die Monuments historiques in der französischen Gemeinde Vernois-lès-Belvoir auf.

## Liste der Objekte
| Bezeichnung | Beschreibung | Standort                       | Kennzeichnung | Schutzstatus | Datum | Bild |
| ----------- | --- | ------------------------------ | ------------- | ------------ | ----- | ---- |
| Altar       | Altartisch, Predella, Retabel, zwei Kapitelle, zwei Skulpturen und mehrere Leuchter; Holz, farbig gefasst und vergoldet, 18. Jahrhundert | in der Kirche Ste-Barbe (Lage) | PM25001765    | Inscrit      | 2005  |      |